# Túpolev Tu-123
El Túpolev Tu-123 Yastreb (ястреб, Halcón, en ruso) fue uno de los primeros drones de reconocimiento soviéticos cuyo desarrollo comenzó en 1960. A veces denominado "DBR-1", entró en servicio activo en 1964.

## Diseño
El Tu-123 era un avión de reconocimiento estratégico no tripulado supersónico de largo alcance y gran altitud, con una forma que recordaba a un gran dardo, conceptualmente algo similar al D-21 de los Estados Unidos. Llevaba cámaras de película y cargas útiles SIGINT.
El Tu-123 era lanzado desde tierra con aceleradores JATO y era propulsado por un turborreactor con postcombustión KR-15 en vuelo. El KR-15 era una versión fungible, de menor coste y de corta duración del motor R-15 utilizado en el interceptor bimotor Mikoyan-Gurevich MiG-25 Foxbat capaz de Mach 3. El propio Tu-123 era prescindible: lanzaba en paracaídas su carga útil al suelo para su recuperación.

## Desarrollo
El Tu-123 fue un desarrollo del programa de misiles de crucero supersónicos con armamento nuclear Túpolev Tu-121. Tras la cancelación de ese proyecto en favor de los misiles balísticos, el diseño fue modificado para realizar una función de reconocimiento de gran altitud. El proyecto se lanzó oficialmente el 16 de agosto de 1960, bajo la designación “DBR-1”, con la designación de la Oficina de Diseño Túpolev de “I123K” (posteriormente cambiada a “Tu-123”). Las pruebas de fábrica finalizaron en septiembre de 1961 y las pruebas de vuelo en diciembre de 1963. El nuevo UAV entró en servicio activo el 23 de mayo de 1964. La producción en serie se realizó en la Fábrica Número 64 de Voronezh, y entre 1964 y 1972 se fabricaron un total de 52 unidades.

## Historia operacional
El Tu-123 sirvió en las unidades de inteligencia de la Fuerza Aérea Soviética estacionadas en los distritos militares de la frontera occidental hasta 1979. Tenía (teóricamente) alcance suficiente para cubrir toda Europa central y occidental, y tuvo un buen desempeño en ejercicios de entrenamiento. Sin embargo, el gasto que suponía operar un sistema fungible era insatisfactorio. Esto condujo al desarrollo del Tu-139 Yastreb 2, una versión reutilizable que podía aterrizar en pistas no preparadas. Nunca entró en producción.
El Tu-123 fue retirado gradualmente del servicio y reemplazado por el MiG-25R, una versión de reconocimiento del Foxbat.

## Especificaciones

### Características generales
- Tripulación: 0
- Longitud: 27,8 m (91,3 ft)
- Envergadura: 8,4 m (27,6 ft)
- Altura: 4,8 m (15,7 ft)
- Peso vacío: 11 450 kg (25 235,8 lb)
- Peso cargado: 35 610 kg (78 484,4 lb)
- Planta motriz: 1× turborreactor con poscombustión Tumansky KR-15.
  - Empuje normal: 98,1 kN (10 003 kgf; 22 054 lbf) de empuje.

### Rendimiento
- Velocidad máxima operativa (Vno): 2700 km/h (1678 MPH; 1458 kt)
- Alcance: 3200 km (1728 nmi; 1988 mi)
- Techo de vuelo: 22 800 m (74 803 ft)

## Aeronaves relacionadas

### Aeronaves similares
- AGM-28 Hound Dog

### Secuencias de designación
- Secuencia Tu-_ (interna de Túpolev): ← Tu-118 - Tu-119 - Tu-121C - Tu-123 - Tu-124 - Tu-125 - Tu-126 -- Tu-134 - Tu-135 - Tu-138 - Tu-139 - Tu-142 - Tu-141 - Tu-143 →